# Zénon de Sidon
Pour les articles homonymes, voir Zénon.
En particulier, ne pas confondre avec Zénon de Kition, philosophe stoïcien.
Zénon de Sidon est un philosophe syrien épicurien né à Sidon, en Phénicie vers -155, au IIe siècle av. J.-C., et mort vers -75, au Ier siècle av. J.-C. Il est contemporain de Cicéron, dont il fut l'un des maîtres à Athènes,, et de Philodème de Gadara.

## Éléments biographiques
Zénon, selon le témoignage de Cicéron, a été auditeur du philosophe néoplatonicien Carnéade, même si leurs opinions doctrinales s'opposèrent par la suite. Ayant dirigé le Jardin vers 90 av. J.-C, Zénon de Sidon fut parfois désigné comme le « chef de file des épicuriens » (latin : Coryphaeus Epicureorum). Cicéron affirme que Zénon montrait un grand mépris envers les autres philosophes : ainsi appelait-il Socrate le « bouffon attique ». Zénon fut disciple d'Apollodore l'Épicurien ; Cicéron comme Diogène Laërce le décrivirent tous deux comme un penseur rigoureux et fin,. Il semble avoir été très soucieux de défendre la réputation de l'Épicurisme face aux attaques stoïciennes, n'hésitant pas à se porter en justice contre des écrivains malveillants envers Épicure.

## Sa doctrine philosophique
Zénon soutenait que le bonheur ne dépend pas seulement du contentement immédiat et de la prospérité du moment, mais aussi de l'espoir raisonnable de les voir durer.
Il étudia également la philosophie des mathématiques fondée sur l'idée que tout savoir découle de l'expérience. Il critiqua Euclide, cherchant à montrer que les déductions tirées des principes fondamentaux (grec moderne : ἀρχαί) de la géométrie ne peuvent, de par elles-mêmes, être prouvées.
Il eut à ce propos une grande controverse avec le stoïcien Posidonios.

## Œuvres
Parmi les rouleaux de papyrus mis au jour par les fouilles effectuées au XVIIIe siècle dans la Villa des Papyri à Herculanum, se trouve un épitomé de Philodème qui contient deux essais de Zénon, traduits en anglais sous les titres respectifs de Sur le Franc Parler et La Colère.
Les écrits de Philodème font aussi référence à d'autres œuvres de Zénon :
- La Dissemblance des Atomes[10]
- Des Fins[11]
- Contre la démonstration[12]
- Recueil d'arguments d'Épicure[13]

## Édition critique
Daniel Delattre, présentation des témoignages concernant Zénon de Sidon et des fragments de ses écrits traduits en français par un collectif de traducteurs, in Les Épicuriens, sous la direction de Jackie Pigeaud, Paris, Gallimard, « Bibliothèque de la Pléiade », 2010, p. 229-243